# Hans-Jürgen Beug
Hans-Jürgen Beug (* 18. Januar 1932 in Hamburg; † 5. März 2022 in Bad Münder) war ein deutscher Botaniker und Hochschullehrer.

## Werdegang
Hans-Jürgen Beug studierte Biologie und Botanik an der Universität Hamburg und der Georg-August-Universität Göttingen. Im Jahr 1957 wurde er mit einer vegetationsgeschichtlichen Arbeit bei Franz Firbas promoviert. Anschließend war er am Systematisch-Geobotanischen Institut in Göttingen tätig, unter anderem als Kustos des Herbariums. 1963 habilitierte er sich mit einer Arbeit über die spät- und postglaziale Vegetationsgeschichte im Gardaseegebiet.
Ab 1967 lehrte er an der Universität Hohenheim und folgte 1969 einem Ruf nach Göttingen, wo er neben seiner Professur unter anderem Dekan sowie Prorektor, Rektor und Konrektor war. Beug war Mitbegründer des Arbeitskreises Vegetationsgeschichte der Reinhold-Tüxen-Gesellschaft und war bis 2007 Vorsitzender des Arbeitskreises. Beug wurde 1997 emeritiert.

## Ehrungen
- Albrecht-Penck-Medaille der Deutschen Quartärvereinigung

## Veröffentlichungen (Auswahl)
- Untersuchungen zur spätglazialen und frühpostglazialen Floren- und Vegetationsgeschichte einiger Mittelgebirge. Göttingen 1957
- Untersuchungen zur spät- und postglazialen Vegetationsgeschichte im Gardaseegebiet. Göttingen 1963
- Waldgrenzen und Waldbestand in Europa während des Eiszeitalters. Vandenhoeck & Ruprecht, Göttingen 1977  (= Göttinger Universitätsreden. Heft 61).
- In memoriam Werner Weber. Göttingen 1977
- Landschaftsgeschichte im Hochharz. Clausthal-Zellerfeld 1999
- Vegetation history and human impact in the Eastern Central Himalaya (Langtang and Helambu, Nepal). Berlin 1999
- Leitfaden der Pollenbestimmung für Mitteleuropa und angrenzende Gebiete. München 2004